# María Cerundolo
Pour les articles homonymes, voir Cerundolo.
María Constanza Cerundolo est une joueuse de hockey sur gazon argentine née le 19 juin 2000. Elle évolue au poste de défenseure à Belgrano et avec l'équipe nationale argentine.

## Carrière
Elle fait ses débuts en équipe première en décembre 2019 pour un triple match amical face à l'Allemagne à Buenos Aires.
Elle est appelée en équipe première en février 2022 pour concourir à la Ligue professionnelle 2021-2022 sans jouer le moindre match.

## Palmarès
- : 1re aux Jeux olympiques de la jeunesse en 2018.
- : 2e à la Ligue professionnelle 2020-2021.
- : 1re à la Ligue professionnelle 2021-2022.